# Lista de finais para cadeirantes do US Open
Esta é a lista de finais para cadeirantes do US Open em simples masculino, feminino e tetraplégico, e duplas, também em masculinas, femininas e tetraplégicas.

## Por ano

### Simples

#### Masculinas
| Ano                                                                                          | Campeão         | Vice-campeão      | Resultado      |
| -------------------------------------------------------------------------------------------- | --------------- | ----------------- | -------------- |
| Torneio de cadeirantes não realizado em 2024 devido aos Jogos Paralímpicos de Paris          |                 |                   |                |
| 2023                                                                                         | Alfie Hewett    | Gordon Reid       | 6–4, 6–3       |
| 2022                                                                                         | Alfie Hewett    | Shingo Kunieda    | 7–62, 6–1      |
| 2021                                                                                         | Shingo Kunieda  | Alfie Hewett      | 6–1, 6–4       |
| 2020                                                                                         | Shingo Kunieda  | Alfie Hewett      | 6–3, 3–6, 7–63 |
| 2019                                                                                         | Alfie Hewett    | Stéphane Houdet   | 7–69, 7–65     |
| 2018                                                                                         | Alfie Hewett    | Shingo Kunieda    | 6–3, 7–5       |
| 2017                                                                                         | Stéphane Houdet | Alfie Hewett      | 6–2, 4–6, 6–3  |
| Torneio de cadeirantes não realizado em 2016 devido aos Jogos Paralímpicos do Rio de Janeiro |                 |                   |                |
| 2015                                                                                         | Shingo Kunieda  | Stéphane Houdet   | 46–7, 6–3, 6–2 |
| 2014                                                                                         | Shingo Kunieda  | Gustavo Fernández | 7–60, 6–4      |
| 2013                                                                                         | Stéphane Houdet | Shingo Kunieda    | 6–2, 6–4       |
| Torneio de cadeirantes não realizado em 2012 devido aos Jogos Paralímpicos de Londres        |                 |                   |                |
| 2011                                                                                         | Shingo Kunieda  | Stéphane Houdet   | 3–6, 6–1, 6–0  |
| 2010                                                                                         | Shingo Kunieda  | Nicolas Peifer    | w.o.           |
| 2009                                                                                         | Shingo Kunieda  | Maikel Scheffers  | 6–0, 6–0       |
| Torneio de cadeirantes não realizado em 2012 devido aos Jogos Paralímpicos de Pequim         |                 |                   |                |
| 2007                                                                                         | Shingo Kunieda  | Robin Ammerlaan   | 6–2, 6–2       |
| 2006                                                                                         | Robin Ammerlaan | Michaël Jeremiasz | 16–7, 6–3, 7–5 |
| 2005                                                                                         | Robin Ammerlaan | Michaël Jeremiasz | 6–1, 6–3       |

#### Femininas
| Ano                                                                                          | Campeã          | Vice-campeã         | Resultado      |
| -------------------------------------------------------------------------------------------- | --------------- | ------------------- | -------------- |
| Torneio de cadeirantes não realizado em 2024 devido aos Jogos Paralímpicos de Paris          |                 |                     |                |
| 2023                                                                                         | Diede de Groot  | Yui Kamiji          | 6–2, 6–2       |
| 2022                                                                                         | Diede de Groot  | Yui Kamiji          | 3–6, 6–1, 6–1  |
| 2021                                                                                         | Diede de Groot  | Yui Kamiji          | 6–3, 6–2       |
| 2020                                                                                         | Diede de Groot  | Yui Kamiji          | 6–3, 6–3       |
| 2019                                                                                         | Diede de Groot  | Yui Kamiji          | 4–6, 6–1, 6–4  |
| 2018                                                                                         | Diede de Groot  | Yui Kamiji          | 6–2, 6–3       |
| 2017                                                                                         | Yui Kamiji      | Diede de Groot      | 7–5, 6–2       |
| Torneio de cadeirantes não realizado em 2016 devido aos Jogos Paralímpicos do Rio de Janeiro |                 |                     |                |
| 2015                                                                                         | Jordanne Whiley | Yui Kamiji          | 6–4, 0–6, 6–1  |
| 2014                                                                                         | Yui Kamiji      | Aniek van Koot      | 6–3, 6–3       |
| 2013                                                                                         | Aniek van Koot  | Sabine Ellerbrock   | 3–6, 6–2, 7–63 |
| Torneio de cadeirantes não realizado em 2012 devido aos Jogos Paralímpicos de Londres        |                 |                     |                |
| 2011                                                                                         | Esther Vergeer  | Aniek van Koot      | 6–2, 6–1       |
| 2010                                                                                         | Esther Vergeer  | Daniela Di Toro     | 6–0, 6–0       |
| 2009                                                                                         | Esther Vergeer  | Korie Homan         | 6–0, 6–0       |
| Torneio de cadeirantes não realizado em 2012 devido aos Jogos Paralímpicos de Pequim         |                 |                     |                |
| 2007                                                                                         | Esther Vergeer  | Florence Gravellier | 6–3, 6–1       |
| 2006                                                                                         | Esther Vergeer  | Sharon Walraven     | 6–1, 6–2       |
| 2005                                                                                         | Esther Vergeer  | Korie Homan         | 6–2, 6–1       |

#### Tetraplégicas
| Ano                                                                                          | Campeão          | Vice-campeão   | Resultado      |
| -------------------------------------------------------------------------------------------- | ---------------- | -------------- | -------------- |
| Torneio de cadeirantes não realizado em 2024 devido aos Jogos Paralímpicos de Paris          |                  |                |                |
| 2023                                                                                         | Sam Schröder     | Niels Vink     | 6–3, 7–5       |
| 2022                                                                                         | Niels Vink       | Sam Schröder   | 7–5, 6–3       |
| 2021                                                                                         | Dylan Alcott     | Niels Vink     | 7–5, 6–2       |
| 2020                                                                                         | Sam Schröder     | Dylan Alcott   | 7–65, 0–6, 6–4 |
| 2019                                                                                         | Andy Lapthorne   | Dylan Alcott   | 6–1, 6–0       |
| 2018                                                                                         | Dylan Alcott     | David Wagner   | 7–5, 6–2       |
| 2017                                                                                         | David Wagner     | Andy Lapthorne | 7–5, 3–6, 6–4  |
| Torneio de cadeirantes não realizado em 2016 devido aos Jogos Paralímpicos do Rio de Janeiro |                  |                |                |
| 2015                                                                                         | Dylan Alcott     | David Wagner   | 6–1, 4–6, 7–5  |
| 2014                                                                                         | Andrew Lapthorne | David Wagner   | 7–5, 6–2       |
| 2013                                                                                         | Lucas Sithole    | David Wagner   | 3–6, 6–4, 6–4  |
| Torneio de cadeirantes não realizado em 2012 devido aos Jogos Paralímpicos de Londres        |                  |                |                |
| 2011                                                                                         | David Wagner     | Peter Norfolk  | 7–5, 3–1, ab.  |
| 2010                                                                                         | David Wagner     | Peter Norfolk  | 6–0, 2–6, 6–3  |
| 2009                                                                                         | Peter Norfolk    | David Wagner   | 6–3, 3–6, 6–3  |
| Torneio de cadeirantes não realizado em 2012 devido aos Jogos Paralímpicos de Pequim         |                  |                |                |
| 2007                                                                                         | Peter Norfolk    | David Wagner   | 7–65, 6–2      |

### Duplas

#### Masculinas
| Ano                                                                                          | Campeões                           | Vice-campeões                       | Resultado        |
| -------------------------------------------------------------------------------------------- | ---------------------------------- | ----------------------------------- | ---------------- |
| Torneio de cadeirantes não realizado em 2024 devido aos Jogos Paralímpicos de Paris          |                                    |                                     |                  |
| 2023                                                                                         | Stéphane Houdet Takashi Sanada     | Takuya Miki Tokito Oda              | 6–4, 6–4         |
| 2022                                                                                         | Martín de la Puente Nicolas Peifer | Alfie Hewett Gordon Reid            | 4–6, 7–5, [10–6] |
| 2021                                                                                         | Alfie Hewett Gordon Reid           | Gustavo Fernández Shingo Kunieda    | 6–2, 6–1         |
| 2020                                                                                         | Alfie Hewett Gordon Reid           | Stéphane Houdet Nicolas Peifer      | 6–4, 6–1         |
| 2019                                                                                         | Alfie Hewett Gordon Reid           | Gustavo Fernández Shingo Kunieda    | 1–6, 6–4, [11–9] |
| 2018                                                                                         | Alfie Hewett Gordon Reid           | Stéphane Houdet Nicolas Peifer      | 5–7, 6–3, [11–9] |
| 2017                                                                                         | Alfie Hewitt Gordon Reid           | Stéphane Houdet Nicolas Peifer      | 7–5, 6–4         |
| Torneio de cadeirantes não realizado em 2016 devido aos Jogos Paralímpicos do Rio de Janeiro |                                    |                                     |                  |
| 2015                                                                                         | Stéphane Houdet Gordon Reid        | Michaël Jeremiasz Nicolas Peifer    | 6–3, 6–1         |
| 2014                                                                                         | Stéphane Houdet Shingo Kunieda     | Gordon Reid Maikel Scheffers        | 6–2, 2–6, 7–64   |
| 2013                                                                                         | Michaël Jeremiasz Maikel Scheffers | Gustavo Fernández Joachim Gérard    | 6–0, 4–6, 6–3    |
| Torneio de cadeirantes não realizado em 2012 devido aos Jogos Paralímpicos de Londres        |                                    |                                     |                  |
| 2011                                                                                         | Stéphane Houdet Nicolas Peifer     | Maikel Scheffers Ronald Vink        | 6–3, 6–1         |
| 2010                                                                                         | Maikel Scheffers Ronald Vink       | Nicolas Peifer Jon Rydberg          | 6–0, 6–0         |
| 2009                                                                                         | Stéphane Houdet Stefan Olsson      | Maikel Scheffers Ronald Vink        | 6–4, 4–6, 6–4    |
| Torneio de cadeirantes não realizado em 2012 devido aos Jogos Paralímpicos de Pequim         |                                    |                                     |                  |
| 2007                                                                                         | Shingo Kunieda Satoshi Saida       | Robin Ammerlaan Michaël Jeremiasz   | 6–3, 6–2         |
| 2006                                                                                         | Robin Ammerlaan Michaël Jeremiasz  | Tadeusz Kruszelnicki Shingo Kunieda | 7–62, 6–1        |
| 2005                                                                                         | Robin Ammerlaan Michaël Jeremiasz  | David Hall Jayant Mistry            | 6–1, 6–2         |

#### Femininas
| Ano                                                                                          | Campeãs                        | Vice-campeãs                         | Resultado      |
| -------------------------------------------------------------------------------------------- | ------------------------------ | ------------------------------------ | -------------- |
| Torneio de cadeirantes não realizado em 2024 devido aos Jogos Paralímpicos de Paris          |                                |                                      |                |
| 2023                                                                                         | Yui Kamiji Kgothatso Montjane  | Diede de Groot Jiske Griffioen       | w.o.           |
| 2022                                                                                         | Diede de Groot Aniek van Koot  | Yui Kamiji Kgothatso Montjane        | 6–2, 6–2       |
| 2021                                                                                         | Diede de Groot Aniek van Koot  | Yui Kamiji Jordanne Whiley           | 6–1, 6–2       |
| 2020                                                                                         | Yui Kamiji Jordanne Whiley     | Marjolein Buis Diede de Groot        | 6–3, 6–3       |
| 2019                                                                                         | Diede de Groot Aniek van Koot  | Sabine Ellerbrock Kgothatso Montjane | 6–2, 6–0       |
| 2018                                                                                         | Diede de Groot Yui Kamiji      | Marjolein Buis Aniek van Koot        | 6–3, 6–4       |
| 2017                                                                                         | Marjolein Buis Diede de Groot  | Dana Mathewson Aniek van Koot        | 6–4, 6–3       |
| Torneio de cadeirantes não realizado em 2016 devido aos Jogos Paralímpicos do Rio de Janeiro |                                |                                      |                |
| 2015                                                                                         | Jiske Griffioen Aniek van Koot | Marjolein Buis Sabine Ellerbrock     | 7–63, 6–1      |
| 2014                                                                                         | Yui Kamiji Jordanne Whiley     | Jiske Griffioen Aniek van Koot       | 6–4, 3–6, 6–3  |
| 2013                                                                                         | Jiske Griffioen Aniek van Koot | Sabine Ellerbrock Yui Kamiji         | 6–3, 6–4       |
| Torneio de cadeirantes não realizado em 2012 devido aos Jogos Paralímpicos de Londres        |                                |                                      |                |
| 2011                                                                                         | Esther Vergeer Sharon Walraven | Jiske Griffioen Aniek van Koot       | 7–5, 86–7, 6–4 |
| 2010                                                                                         | Esther Vergeer Sharon Walraven | Daniela Di Toro Aniek van Koot       | 6–3, 6–3       |
| 2009                                                                                         | Korie Homan Esther Vergeer     | Daniela Di Toro Florence Gravellier  | 6–2, 6–2       |
| Torneio de cadeirantes não realizado em 2012 devido aos Jogos Paralímpicos de Pequim         |                                |                                      |                |
| 2007                                                                                         | Jiske Griffioen Esther Vergeer | Korie Homan Sharon Walraven          | 6–1, 6–1       |
| 2006                                                                                         | Jiske Griffioen Esther Vergeer | Korie Homan Maaike Smit              | 6–4, 6–4       |
| 2005                                                                                         | Korie Homan Esther Vergeer     | Beth Arnoult-Ritthaler Jan Proctor   | 6–3, 6–1       |

#### Tetraplégicas
| Ano                                                                                          | Campeões                     | Vice-campeões                  | Resultado         |
| -------------------------------------------------------------------------------------------- | ---------------------------- | ------------------------------ | ----------------- |
| Torneio de cadeirantes não realizado em 2024 devido aos Jogos Paralímpicos de Paris          |                              |                                |                   |
| 2023                                                                                         | Sam Schröder Niels Vink      | Andy Lapthorne Donald Ramphadi | 6–1, 6–2          |
| 2022                                                                                         | Sam Schröder Niels Vink      | Robert Shaw David Wagner       | 6–1, 6–2          |
| 2021                                                                                         | Sam Schröder Niels Vink      | Dylan Alcott Heath Davidson    | 6–3, 6–2          |
| 2020                                                                                         | Dylan Alcott Andy Lapthorne  | Sam Schröder David Wagner      | 3–6, 6–4, [10–8]  |
| 2019                                                                                         | Dylan Alcott Andy Lapthorne  | Bryan Barten David Wagner      | 56–7, 6–1, [10–6] |
| 2018                                                                                         | Andy Lapthorne David Wagner  | Dylan Alcott Bryan Barten      | 3–6, 6–0, [10–4]  |
| 2017                                                                                         | Andy Lapthorne David Wagner  | Dylan Alcott Bryan Barten      | 7–5, 6–2          |
| Torneio de cadeirantes não realizado em 2016 devido aos Jogos Paralímpicos do Rio de Janeiro |                              |                                |                   |
| 2015                                                                                         | Nicholas Taylor David Wagner | Dylan Alcott Andrew Lapthorne  | 4–6, 6–2, [10–7]  |
| 2014                                                                                         | Nicholas Taylor David Wagner | Andrew Lapthorne Lucas Sithole | 6–3, 7–5          |
| 2013                                                                                         | Nicholas Taylor David Wagner | Andrew Lapthorne Lucas Sithole | 6–0, 2–6, 6–3     |
| Torneio de cadeirantes não realizado em 2012 devido aos Jogos Paralímpicos de Londres        |                              |                                |                   |
| 2011                                                                                         | Nicholas Taylor David Wagner | Noam Gershony Peter Norfolk    | w.o.              |
| 2010                                                                                         | Nicholas Taylor David Wagner | Johan Andersson Peter Norfolk  | 7–5, 7–64         |
| 2009                                                                                         | Nicholas Taylor David Wagner | Johan Andersson Peter Norfolk  | 6–1, 56–7, 6–3    |
| Torneio de cadeirantes não realizado em 2012 devido aos Jogos Paralímpicos de Pequim         |                              |                                |                   |
| 2007                                                                                         | Nicholas Taylor David Wagner | Sara Hunter Peter Norfolk      | 6–1, 4–6, 6–0     |